# Charles-Guillaume Havas
Pour les articles homonymes, voir Havas (homonymie).
Charles-Guillaume Havas, né dans l'ancien 2e arrondissement de Paris le 14 octobre 1811 et mort à Bougival le 20 juin 1874, est un publicitaire et chef d'entreprise français, qui a dirigé l'Agence Havas de 1852 à 1873.

## Biographie
Fils du fondateur de l'entreprise Charles-Louis Havas, il lui a succédé. En 1852, Havas cède la place à ses deux fils, Charles-Guillaume et Auguste Havas. Ils développeront en 1855 une nouvelle activité, plus lucrative que l'information : la publicité. La Société générale des annonces (SGA) fusionne avec Havas en 1865. Charles-Guillaume Havas meurt en 1874 et son frère Auguste Havas poursuit son œuvre, avec son adjoint Charles-Louis Emard jusqu'à l'entrée en Bourse de 1879. Sans enfants et âgé, Auguste, qui s'était jusqu'alors passionné pour la branche information et le développement du télégraphe, cède alors la place à Édouard Lebey, fils de Charles-Edouard Lebey, qui dirigeait la branche publicité après avoir travaillé pour Émile de Girardin.